# Ammodytes hexapterus
Ammodytes hexapterus es una especie de peces de la familia Ammodytidae en el orden de los Perciformes.

## Morfología
Los machos pueden llegar alcanzar los 30 cm de longitud total.

## Distribución geográfica
Se encuentra en el Pacífico (en Alaska hasta el Mar del Japón y el sur de California) y en el  Atlántico occidental (desde el norte de Quebec hasta Carolina del Norte ).